# مارك هيرمان
مارك هيرمان (بالإنجليزية: Mark Herman)‏  (و. 1954  م) هو مخرج أفلام، وكاتب سيناريو، وكاتب بريطاني.

## التعليم
تعلم في Northern Film School ‏.

## وصلات خارجية
- مارك هيرمان على موقع IMDb (الإنجليزية)
- مارك هيرمان على موقع ألو سيني (الفرنسية)
- مارك هيرمان على موقع ميوزك برينز (الإنجليزية)
- مارك هيرمان على موقع أول موفي (الإنجليزية)
- مارك هيرمان على موقع قاعدة بيانات الأفلام السويدية (السويدية)
- مارك هيرمان على موقع ديسكوغز (الإنجليزية)
- مارك هيرمان على موقع قاعدة بيانات الفيلم (الإنجليزية)
- مارك هيرمان على موقع كينوبويسك (الروسية)